# Lijst van rijksmonumenten in Sittard-Geleen
De gemeente Sittard-Geleen telt 263 inschrijvingen in het rijksmonumentenregister, hieronder een overzicht. 

## Born
De plaats Born telt 8 inschrijvingen in het rijksmonumentenregister. Zie Lijst van rijksmonumenten in Born voor een overzicht.

## Buchten
De plaats Buchten telt 2 inschrijvingen in het rijksmonumentenregister.
| Object | Oorspronkelijke functie? | Bouwjaar | Architect | Locatie       | Coördinaten?                 | Nr.? | Afbeelding        |
| --- | ------------------------ | -------- | --------- | ------------- | ---------------------------- | ---- | ----------------- |
| Een wegkruis | Gedenkteken              | 19e eeuw |           | Dorpstraat 88 | 51° 2' 31" NB, 5° 48' 30" OL | 9909 | Upload foto       |
| Huis met bovenverdieping van vakwerk. Ankerjaartal aan achterzijde op laatste anker na verdwenen. Voorgevel 19e eeuw geheel gewijzigd | Woonhuis                 | 1669     |           | Oude Baan 12  | 51° 2' 25" NB, 5° 48' 37" OL | 9910 | Meer afbeeldingen |

## Einighausen
De plaats Einighausen telt 7 inschrijvingen in het rijksmonumentenregister.
| Object | Oorspronkelijke functie? | Bouwjaar                                      | Architect       | Locatie          | Coördinaten?                  | Nr.?   | Afbeelding        |
| --- | ------------------------ | --------------------------------------------- | --------------- | ---------------- | ----------------------------- | ------ | ----------------- |
| Haakvormige boerderij met aan de binnenplaats vakwerk, en een geschoord dakoverstek. Buitengevels van baksteen                       | Boerderij                | 17e eeuw-1714                                 |                 | Everstraat 4     | 51° 0' 10" NB, 5° 49' 37" OL  | 33745  | Meer afbeeldingen |
| Boerderij met aan de straat een topgevel van baksteen met vlechtingen, en aan de binnenplaats vakwerk. Inrijpoort onder een zadeldak | Boerderij                | 17e/19e eeuw                                  |                 | Everstraat 6     | 51° 0' 10" NB, 5° 49' 37" OL  | 33746  | Meer afbeeldingen |
| Boerderij met straatgevel van baksteen, blijkens poortsluitsteen, en vakwerk aan de binnenplaats                                     | Boerderij                | 1835                                          |                 | Everstraat 8     | 51° 0' 11" NB, 5° 49' 37" OL  | 33747  | Meer afbeeldingen |
| Boerderij van baksteen met aan de straat het jaartal, aangegeven door ankers                                                         | Boerderij                | 1833                                          |                 | Everstraat 10    | 50° 59' 22" NB, 5° 51' 1" OL  | 33748  | Meer afbeeldingen |
| R.K. Onze-Lieve-Vrouw Tenhemelopneming                                                                                               | Kerk en kerkonderdeel    | 1905-1906                                     | Caspar Franssen | Heistraat 11     | 51° 0' 7" NB, 5° 49' 35" OL   | 521630 | Meer afbeeldingen |
| Vakwerkschuur met stookinstallatie                                                                                                   | Nijverheid               | 1851 eerste helft 19e eeuw (stookinstallatie) |                 | Heistraat bij 56 | 50° 59' 55" NB, 5° 49' 35" OL | 521651 | Meer afbeeldingen |
| Ontginningsboerderij in traditioneel-ambachtelijke stijl                                                                             | Boerderij                | 1856                                          |                 | Heistraat 2      | 51° 0' 26" NB, 5° 52' 8" OL   | 521653 | Meer afbeeldingen |

## Geleen
De plaats Geleen telt 26 inschrijvingen in het rijksmonumentenregister. Zie Lijst van rijksmonumenten in Geleen voor een overzicht.

## Grevenbicht
De plaats Grevenbicht telt 6 inschrijvingen in het rijksmonumentenregister.
| Object                                                | Oorspronkelijke functie?  | Bouwjaar                   | Architect                 | Locatie                  | Coördinaten?                 | Nr.?   | Afbeelding                                 |
| ----------------------------------------------------- | ------------------------- | -------------------------- | ------------------------- | ------------------------ | ---------------------------- | ------ | ------------------------------------------ |
| Joodse begraafplaats, gelegen op een Romeinse Tumulus | Begraafplaats en -onderdl |                            |                           |                          | 51° 2' 9" NB, 5° 46' 24" OL  | 18280  | Upload foto                                |
| Grevenbichtermolen (of Kingbeekmolen)                 | Industrie- en poldermolen | 1660 / 1887                |                           | Watermolenstraat 12      | 51° 2' 30" NB, 5° 46' 8" OL  | 357816 | Meer afbeeldingen                          |
| Terrein waarin vermoedelijk een grafheuvel            | Archeologisch monument    | vermoedelijk Romeinse tijd |                           |                          | 51° 2' 9" NB, 5° 46' 24" OL  | 46212  | Terrein waarin vermoedelijk een grafheuvel |
| Kerkgebouw van de Hervormde Gemeente van Grevenbicht  | Kerk en kerkonderdeel     | 1851                       | Damen en de Wit           | Heilige Kruisstraat 30   | 51° 2' 21" NB, 5° 46' 9" OL  | 521966 | Meer afbeeldingen                          |
| Voormalige pastorie van de Hervormde Gemeente         | Kerkelijke dienstwoning   | 1899                       |                           | Heilig Kruisstraat 28    | 51° 2' 22" NB, 5° 46' 9" OL  | 521967 | Upload foto                                |
| Sint Catharinakerk                                    | Kerk en kerkonderdeel     | 1907                       | Jos. Cuypers en Jan Stuyt | Aan de Greune Paol bij 1 | 51° 2' 27" NB, 5° 46' 31" OL | 521970 | Upload foto                                |

## Guttecoven
De plaats Guttecoven telt 2 inschrijvingen in het rijksmonumentenregister.
| Object                                              | Oorspronkelijke functie? | Bouwjaar            | Architect | Locatie      | Coördinaten?                 | Nr.?  | Afbeelding        |
| --------------------------------------------------- | ------------------------ | ------------------- | --------- | ------------ | ---------------------------- | ----- | ----------------- |
| Kasteel Grasbroek                                   | Kasteel, buitenplaats    | 1596 (ankerjaartal) |           | Bornerweg 33 | 51° 1' 21" NB, 5° 49' 11" OL | 33757 | Meer afbeeldingen |
| Terrein waarin een kasteelberg Stoel van Swentibold | Archeologisch monument   | ca. 10e eeuw        |           |              | 51° 1' 15" NB, 5° 49' 15" OL | 45925 | Upload foto       |

## Holtum
De plaats Holtum telt 8 inschrijvingen in het rijksmonumentenregister. Zie Lijst van rijksmonumenten in Holtum voor een overzicht.

## Limbricht
De plaats Limbricht telt 11 inschrijvingen in het rijksmonumentenregister. Zie Lijst van rijksmonumenten in Limbricht voor een overzicht.

## Munstergeleen
De plaats Munstergeleen telt 8 inschrijvingen in het rijksmonumentenregister. Zie Lijst van rijksmonumenten in Munstergeleen voor een overzicht.

## Obbicht
De plaats Obbicht telt 12 inschrijvingen in het rijksmonumentenregister. Zie Lijst van rijksmonumenten in Obbicht voor een overzicht.

## Papenhoven
De plaats Papenhoven telt 2 inschrijvingen in het rijksmonumentenregister.
| Object                         | Oorspronkelijke functie? | Bouwjaar | Architect | Locatie              | Coördinaten?                 | Nr.?   | Afbeelding                     |
| ------------------------------ | ------------------------ | -------- | --------- | -------------------- | ---------------------------- | ------ | ------------------------------ |
| Herenhuis met bedrijfsgebouwen | Woonhuis                 | ca. 1850 |           | Oude Kerkstraat 1    | 51° 2' 29" NB, 5° 46' 46" OL | 521972 | Herenhuis met bedrijfsgebouwen |
| Herenhuis met bedrijfsgebouwen | Boerderij                | 1875     |           | Merker-Eyckstraat 25 | 51° 2' 35" NB, 5° 46' 36" OL | 521973 | Upload foto                    |

## Sittard
De plaats Sittard telt 170 inschrijvingen in het rijksmonumentenregister. Zie Lijst van rijksmonumenten in Sittard voor een overzicht.

## Windraak
De plaats Windraak telt 1 inschrijving in het rijksmonumentenregister.
| Object | Oorspronkelijke functie? | Bouwjaar              | Architect | Locatie    | Coördinaten?                  | Nr.?  | Afbeelding |
| --- | ------------------------ | --------------------- | --------- | ---------- | ----------------------------- | ----- | --- |
| Hoeve van baksteen om gesloten binnenplaats. In hun oorspronkelijke vorm behouden gebleven en vrij recent gerestaureerd. Mooie dakvorm | Boerderij                | eerste helft 19e eeuw |           | Windraak 1 | 50° 58' 22" NB, 5° 52' 60" OL | 33767 | Hoeve van baksteen om gesloten binnenplaats. In hun oorspronkelijke vorm behouden gebleven en vrij recent gerestaureerd. Mooie dakvorm |

Beek ·
Beekdaelen ·
Beesel ·
Bergen ·
Brunssum ·
Echt-Susteren ·
Eijsden-Margraten ·
Gennep ·
Gulpen-Wittem ·
Heerlen ·
Horst aan de Maas ·
Kerkrade ·
Landgraaf ·
Leudal ·
Maasgouw ·
Maastricht ·
Meerssen ·
Mook en Middelaar ·
Nederweert ·
Peel en Maas ·
Roerdalen ·
Roermond ·
Simpelveld ·
Sittard-Geleen ·
Stein ·
Vaals ·
Valkenburg aan de Geul ·
Venlo ·
Venray ·
Voerendaal ·
Weert